# Зена — королева воинов
«Зена — королева воинов» (англ. Xena: Warrior Princess, 1995—2001) — американский телесериал в жанре фэнтези, съёмки которого проходили в Новой Зеландии. Производство кинокомпании «Renaissance Pictures». Состоит из 134 серий, сгруппированных в шесть сезонов и объединённых сквозным сюжетом, смысловой доминантой и центральными героями. Сюжетно является спин-оффом телесериала «Удивительные странствия Геракла», который обогнал по рейтингу и популярности.

## История создания
Идея сериала созрела у Роба Таперта и Сэма Рэйми после съёмок эпизода «Удивительных странствий Геракла», в котором впервые появилась героиня Зена в исполнении Люси Лоулесс. Впоследствии эти эпизоды стали известны как «Трилогия Зены».
Как правило, события всех эпизодов происходят в Древней Греции, хотя в них часто можно заметить элементы азиатской, египетской, библейской и средневековой мифологий. Гибкая структура сюжета сериала, использующая в основном особенности жанра фэнтези, может вмещать в себя особенности и других, самых разнообразных жанров — от мелодрамы до фарса, от мюзикла до экшна и приключений. Несмотря на то, что все события позиционируются как происходящие в древние времена, каждая серия поднимает чрезвычайно современные темы — ответственность за грехи прошлого, ценность человеческой жизни, личной свободы, дружбы и самопожертвования. Не менее часто сериал поднимает различные морально неоднозначные вопросы, такие, как, например, проблема пацифизма и его уместности, однако конкретных ответов нигде, как правило, не даётся.
Съёмки телесериала происходили в Новой Зеландии с 1995 года по 2001 год совместно с МСА TV. Будучи организован в качестве низкобюджетного проекта, сразу после демонстрации первых серий привлёк к себе внимание, и со временем становясь всё более популярным, к заключительному шестому сезону сериал приобрёл большую известность в кругах киноведов и завоевал симпатии зрителей разных возрастных категорий как в США, так и во всех странах, где проходила его демонстрация.
Музыкальная тема для сериала была написана композитором Джозефом Лодука на основе народной болгарской песни «Kaval Sviri», исполненной государственным хором болгарского радио и телевидения «Мистерия болгарских голосов».

## Описание

### Сюжет
В прошлом Зена была безжалостной убийцей, армия которой сжигала и грабила деревни, убивала людей. В своих первых двух появлениях в телесериале «Удивительные странствия Геракла» Зена изображена злодейкой, а в третьем — она присоединяется к Гераклу, чтобы победить военачальника Дарфуса. В собственном сериале Зена почти каждый эпизод повествует о новом приключении, в котором она стремится искупить свою вину за своё темное прошлое, используя свои боевые навыки, чтобы помогать людям. Фирменное оружие Зены — шакрам, но она также регулярно использует меч.
В одной из деревень, которую Зена защитила от разбойников, она встречает Габриель — хорошо образованную, романтичную девушку, собирающуюся замуж за односельчанина. Восхищённая храбростью, силой и умениями Зены, Габриель решается бросить всё — свою деревню, родных, жениха, — и отправиться с Зеной на поиски приключений. Зена категорически отказывается, но Габриель всё равно уходит вслед за ней, нагоняет и навязывается в попутчицы. По ходу телесериала Габриель претерпевает значительные изменения, превращаясь из простой деревенской девушки в талантливого барда и, в конечном итоге, в искусного воина. Вместе подруги проходят огромный путь, посещая множество стран, от Средиземноморья до Японии, помогая простым людям, борясь с тиранами и демонами, восстанавливая справедливость. Важной частью сюжета являются отношения между девушками, их верная дружба и любовь, влияние друг на друга, личностный и духовный рост, поиски своего пути.

### Жанры
Сериал примечателен многообразием жанров. Помимо классических экшн-серий, в которых героиня Зена ведёт непримиримую борьбу со злом, любовь поклонников завоевали глубокие мелодраматические эпизоды. Также здесь можно найти эпизоды в жанрах: ситком, комедия абсурда, мюзикл (две музыкальные серии), элементы триллера. Наиболее удачные по мнению критиков оказались серии с преобладанием драматической составляющей, так как в связи с низкобюджетностью сериала спецэффекты не получили большого развития.

### Показ в России
В России телесериал впервые начал транслироваться телекомпанией НТВ с 7 марта 1998 по 16 мая 1998 года, по выходным дням в 11:00. Был показан только первый сезон. Позднее телеканал НТВ ещё раз повторил первый сезон, с 8 октября по 11 ноября 1998 года по будним дням в 16:45. После, в 2000 году, телеканалом СТС были показаны сезоны с первого по четвёртый. Спустя некоторое время сериал был возобновлён и прошла демонстрация пятого сезона. Через год на СТС были показаны серии заключительного шестого сезона. После этого до 2009 года сериал неоднократно транслировался на данном канале. В 2013 году начался показ на канале Disney.

## Актёры
| Персонаж    | Актёр / актриса     | Сезон        | Сезон        | Сезон        | Сезон        | Сезон        | Сезон        |       |
| Персонаж    | Актёр / актриса     | 1            | 2            | 3            | 4            | 5            | 6            |       |
| ----------- | ------------------- | ------------ | ------------ | ------------ | ------------ | ------------ | ------------ | ----- |
| Зена        | Люси Лоулесс        | Постоянно    | Постоянно    | Постоянно    | Постоянно    | Постоянно    | Постоянно    |       |
| Габриэль    | Рене О’Коннор       | Постоянно    | Постоянно    | Постоянно    | Постоянно    | Постоянно    | Постоянно    |       |
| Джоксер     | Тед Рейми           | Гость        | Периодически | Периодически | Периодически | Периодически | Гость        |       |
| Арес        | Кевин Смит          | Периодически | Периодически | Периодически | Гость        | Периодически | Периодически |       |
| Каллисто    | Хадсон Лейк         | Гость        | Периодически | Периодически | Гость        | Гость        |              |       |
| Юлий Цезарь | Карл Урбан          |              | Гость        | Периодически | Периодически |              | Гость        | Гость |
| Ева         | Эдриан Уилкинсон    |              |              |              |              | Периодически | Периодически |       |
| Афродита    | Александра Тайдингс |              | Гость        | Периодически | Гость        | Периодически | Периодически |       |
| Борайас     | Мартон Чокаш        |              |              | Периодически | Периодически |              | Гость        |       |
| Эфини       | Даниель Кормак      | Периодически | Периодически | Периодически | Гость        |              | Гость        |       |
| Автолик     | Брюс Кэмпбелл       | Гость        | Периодически | Периодически | Периодически |              |              |       |
| Илай        | Тимоти Омандсон     |              |              |              | Периодически | Периодически |              |       |
| Алти        | Клер Стенсфилд      |              |              |              | Периодически | Периодически | Периодически |       |
| Эмерис      | Дженнифер Скай      |              |              |              | Периодически | Периодически |              |       |
| Вирджил     | Виллиам Грегори Ли  |              |              |              |              | Периодически | Периодически |       |
| Вариа       | Тсианиа Джоелсон    |              |              |              |              |              | Периодически |       |
| Афина       | Пэрис Джефферсон    |              |              |              |              | Периодически |              |       |

## Эпизоды
Премьера сериала состоялась 4 сентября 1995 года. Шоу насчитывает 134 серии, разделённых на 6 сезонов по 22 (в первом сезоне — 24) серии каждый.

## Реакция

### Отзывы критиков
На Rotten Tomatoes первый сезон имеет 89 % положительных рецензий на основе 9 отзывов со средней оценкой 8/10. Критический консенсус сайта гласит: «Люси Лоулесс излучает суровую харизму в „Зене — королеве воинов“, лихом боевике, который выходит за рамки своего происхождения как спин-офф, и становится полностью реализованной сагой сама по себе». В рейтинге «Топ-25 лучших культовых телесериалов всех времён по версии TV Guide» «Зена — королева воинов» заняла 10-е место.

### Награды и номинации
| Год  | Премия                                 | Номинация                                     | Номинант                                                                                      | Результат |
| ---- | -------------------------------------- | --------------------------------------------- | --------------------------------------------------------------------------------------------- | --------- |
| 1997 | ASCAP Film and Television Music Awards | Лучшее музыкальное сопровождение              | Джозеф Лодука                                                                                 | Победа    |
| 1997 | Прайм-таймовая премия «Эмми»           | Лучшая музыкальная композиция для телесериала | Джозеф Лодука («Destiny»)                                                                     | Номинация |
| 1997 | Сатурн                                 | Лучшая жанровая актриса телевидения           | Люси Лоулесс                                                                                  | Номинация |
| 1998 | ASCAP Film and Television Music Awards | Лучшее музыкальное сопровождение              | Джозеф Лодука                                                                                 | Победа    |
| 1998 | New Zealand Film and TV Awards         | Лучший вклад в дизайн                         | Найла Диксон (художник по костюмам)                                                           | Победа    |
| 1998 | Прайм-таймовая премия «Эмми»           | Лучшая музыкальная композиция для телесериала | «The Love of Your Love» — Джозеф Лодука (композитор / автор текстов)                          | Номинация |
| 1998 | Прайм-таймовая премия «Эмми»           | Лучшая музыкальная композиция для телесериала | «Hearts Are Hurting» — Джозеф Лодука (composer), (композитор), Деннис Шпигель (автор текстов) | Номинация |
| 1999 | ASCAP Film and Television Music Awards | Лучшее музыкальное сопровождение              | Джозеф Лодука                                                                                 | Победа    |
| 1999 | Прайм-таймовая премия «Эмми»           | Лучшая музыкальная композиция для телесериала | Джозеф Лодука («Devi»)                                                                        | Номинация |
| 2000 | ASCAP Film and Television Music Awards | Лучшее музыкальное сопровождение              | Джозеф Лодука                                                                                 | Победа    |
| 2000 | Прайм-таймовая премия «Эмми»           | Лучшая музыкальная композиция для телесериала | Джозеф Лодука («Fallen Angel»)                                                                | Победа    |
| 2001 | ASCAP Film and Television Music Awards | Лучшее музыкальное сопровождение              | Джозеф Лодука                                                                                 | Победа    |
| 2001 | Прайм-таймовая премия «Эмми»           | Лучшая музыкальная композиция для телесериала | Джозеф Лодука («The Rheingold»)                                                               | Номинация |
| 2002 | Прайм-таймовая премия «Эмми»           | Лучшая музыкальная композиция для телесериала | Джозеф Лодука («A Friend in Need, Part II»)                                                   | Номинация |

### Влияние

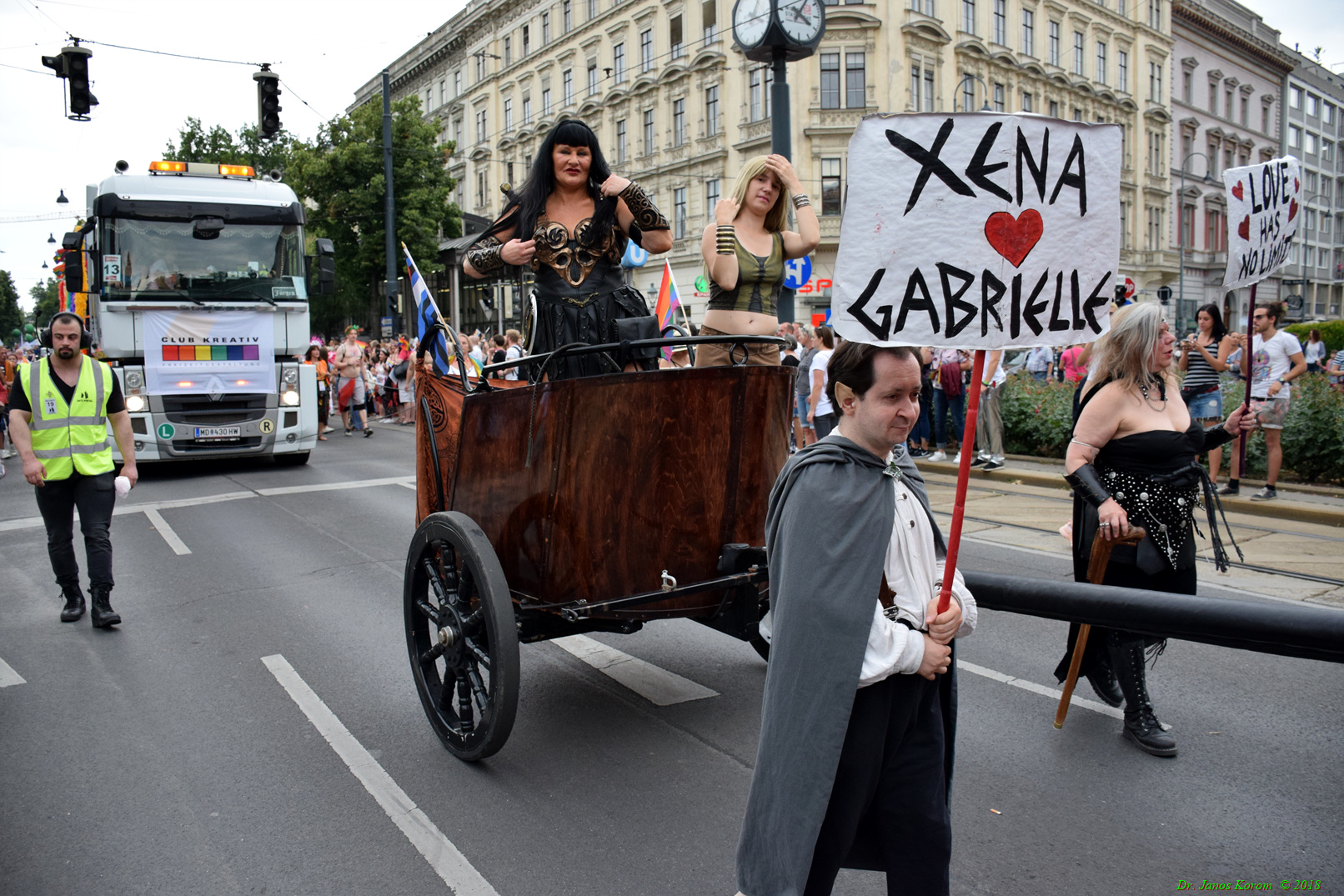
Фанаты, участвующие в гей-прайде в костюмах Зены и Габриель, Вена 2018 год

Сериал признан культовым в западном лесбийском сообществе. Многие фанаты сериала уверены в существовании любовных отношений между главными героинями Зеной и Габриель и считают их лесбийскими иконами. Зена и Габриель стали самыми популярными персонажами лесбийского шиппинга, задолго до того, как появится понятие «фемслэш». Дебаты об ориентации героинь часто перекликались с дискуссиями относительно прав геев. Сериал о воительнице Зене признан крайне важной вехой в истории репрезентации ЛГБТ на телевидении. Лесбийские фанатки сериала участвовали в гей-парадах, облачаясь в костюмы Зены и Габриель. Популярность данной пары использовала в своей рекламе японская автомобильная компания Subaru, рекламируя автомобиль с номерным знаком «XENA LVR» в стремлении привлечь больше клиентов-лесбиянок.
Несмотря на вышеописанное, сам сериал никогда не канонизировал любовные отношения героинь. Стоит учитывать что в 1990-е годы в фильмах и сериалах для массовой аудитории ещё было недопустимо демонстрировать однополые отношения. Тем не менее сериал демонстрировал множество двусмысленных сцен намекающих на сердечную привязанность и искреннюю любовь между Зеной и Габриель.
Сценаристы сами были заинтересованы в развитии таких отношений, так как это подогревало интерес у зрителей. Однако им запретили канонизировать такие отношения, так как в 1990-е годы это было слишком рискованно. Своё недовольство выражали продюсеры из Universal Television, которые даже запретили показывать Зену и Габриель в одном кадре в вступительных титрах. Компромиссным решением стало дальше развивать якобы любовные отношения героинь (которые становятся всё более очевидными в поздних сезонах), но по-прежнему сохранять двусмысленный подтекст. При всём этом, «романтические» отношения Зены и Габриель стали одним из основных элементов сюжета. Фактически это один из ранних примеров квирбейтинга, который через 30 лет уже будет считаться спорным способом репрезентации ЛГБТ.
Многие фанаты сериала приняли каноничность лесбийских отношений Зены и Габриель, ссылаясь на интервью актрисы Люси Лоулесс, (сыгравшей героиню Зену) лесбийскому журналу Lesbian News в 2003 году. Лоулесс сама замечала, что отношения её героини и Габриель можно определённо считать любовными, особенно увидев финальные сцены. Любовные отношения героинь без двусмысленности были впервые продемонстрированы в одноимённом комиксе 2019 года выпуска, который можно считать каноном.

## Продукты

### Книги
В 2002 году российским издательством Эксмо-Пресс были переведены и выпущены в продажу 5 книг по мотивам сериала:
- Рю Эмерсон «Воительница и Сфинкс» / The Huntress and the Sphinx (перевод с английского Трусовой Е. С.) (256 стр. ISBN 5-04-009397-7)[26]
- Рю Эмерсон «Пустой трон Одиссея» / The Empty Throne (перевод с английского Трусовой Е. С.) (256 стр. ISBN 5-04-008576-1, ISBN 5-04-008755-1)[27]
- Рю Эмерсон «Заговор против Афин» / The Thief of Hermes (перевод с английского Трусовой Е. С.) (256 стр. ISBN 5-04-008803-5)
- Рю Эмерсон «Похищение Елены Троянской» / Questward Ho! (перевод с английского Трусовой Е. С.) (256 стр. ISBN 5-04-009972-X)[28]
- Стелла Ховард «Последняя битва с Цербером» / Prophecy of Darkness (перевод с английского Садовской Л. В.) (256 стр. ISBN 5-04-009626-7)[29]

### Видеоигры
На основе сериала вышло три видеоигры:
- Xena: Warrior Princess (1999)
- Xena: Warrior Princess: The Talisman of Fate (1999)
- Xena: Warrior Princess (2006)

### Анимационный фильм
На основе сериала был создан мультипликационный фильм «Геракл и Зена: Битва за Олимп», в котором Люси Лоулесс пела.

## Отменённый перезапуск
В 2015 году телеканал NBC и студи NBC Universal International объявили о намерении перезапустить телесериал. В проекте задействованы исполнительные продюсеры оригинального сериала — Роб Таперт и Сэм Рейми. Люси Лоулесс, исполнительница главной роли в старом сериале, не примет участие в съёмках нового сезона. В новых сериях главная героиня станет лесбиянкой. В 2017 году NBC отменил планы по выпуску, руководитель канала Дженнифер Салке сказала, что они посмотрели материал и решили — перезапуск не требуется. Проект оказался мёртв после ухода сценариста Хавьера Грильо-Марксуа из-за творческих разногласий.
В 2021 году Лоулесс высказалась по поводу возможности перезапуска сериала. По её словам, создатели пытались, но у них не получилось. «Если он не может быть таким же хорошим или лучше, чем оригинал, зачем это делать? Похоже, вот камень преткновения. Но кто знает? Придёт новый талант, который найдёт правильный путь». «О да, я всегда ненавидела боевики. Не занимаюсь и не смотрю фэнтези, меня не интересует всё это, я оказалась в этом безумном жанре». В сериале для неё гораздо больше значил дуэт с Рене О’Коннор.